# Günter Schlierkamp
Günter Schlierkamp (auch Gunter Schlierkamp) (* 2. Februar 1970 in Olfen) ist ein deutscher IFBB-Profi-Bodybuilder, der seit 1996 in den USA lebt.

## Leben

### Jugend und Amateurkarriere
Mit 16 Jahren begann Günter Schlierkamp die ersten Gewichte zu heben und trainierte zeitgleich mit seiner Ausbildung zum Mechaniker unter Tage und bei einem Körpergewicht von 76 kg erstmals in einem Fitnessstudio.  Mit 18 Jahren trat er im Herbst 1988 bei der Newcomer Meisterschaft in Essen an und belegte den ersten Platz in der Schwergewichtsklasse der Junioren. Noch im selben Jahr gewann Günter Schlierkamp vier weitere Juniorenwettkämpfe (Grand Prix Tour in Westfalen) und errang bei der Internationalen Deutschen Meisterschaft in Karlsruhe den zweiten Platz (punktgleich mit dem Erstplatzierten). 1990 gewann Schlierkamp im Frühjahr die Deutsche Junioren-Meisterschaft in Frankfurt am Main (in der Schwergewichtsklasse und als Sieger aller Klassen); im Herbst wurde er in einem spanischen Wettkampf Junioren-Weltmeister.
Nach einer zweijährigen Wettkampfpause trat Günter Schlierkamp 1992 von der Junioren- in die Schwergewichtsklasse der Männer über und gewann in dieser Klasse im März die Europäischen Amateurmeisterschaften. Zwei Monate später wurde er zusätzlich Deutscher Meister in Berlin. Im November 1993 schloss Günter Schlierkamp seine Amateurkarriere mit dem Sieg der World Amateur Bodybuilding Championships (IFBB) in Seoul (Südkorea) in der Klasse über 90 Kilogramm ab.

### Profilaufbahn
Bei seinen ersten Profiwettkämpfen fand Schlierkamp zunächst nur wenig Beachtung; eine Ausnahme stellte seine Teilnahme am Canada Pro Cup in Montreal im Mai 1995 dar, wo er den zweiten Platz hinter Ronnie Coleman belegte. Am 20. September 1996 heiratete Günter Schlierkamp seine Lebensgefährtin Carmen Jourst; im darauf folgenden Monat übersiedelte er gemeinsam mit ihr nach New Jersey (USA).
Im Dezember 1996 unterschrieb er seinen ersten Sponsorvertrag mit der Firma Universal Nutrition. Dieser Vertrag half ihm in New Jersey über die Runden zu kommen. Im Juli 1997 entschloss Schlierkamp sich auf Anraten von Ed Connors, dem Besitzer von Gold’s Gym Venice, nach Los Angeles umzusiedeln. Im gleichen Jahr erhielt er einen Werbevertrag von Joe Weider, dem Begründer des International Federation of Bodybuilding & Fitness. 1998 gelangte er unter die Top Ten beim Pro Invitational in San Francisco, CA (9. Platz), beim Canada Pro Cup in Toronto (6. Platz) und beim Wettbewerb Night of the Champions in New York (10. Platz). Dadurch wurde er zur Wahl des Mr. Olympia eingeladen, wo er sich allerdings nicht platzieren konnte. Seitdem nahm Schlierkamp über mehrere Jahre hinweg an der Arnold Classic (1999, 2000, 2004), an der Ironman Pro Invitational (1999, 2000), am Grand Prix England (2001, 2003) und an der Show of Strength Pro Championship (2002, 2003) teil, wo er es stets unter die ersten 10 Teilnehmer schaffte. Bei der Wahl zum Mr. Olympia, dem wichtigsten IFBB-Profi-Wettkampf, belegte Günter Schlierkamp im Jahr 2002 den 5. Platz. 2003 verlor er infolge einer Staphylokokken-Infektion innerhalb von zwei Wochen fast 10 kg Gewicht, wodurch er bei den Folgewettkämpfen 2003 (5. Platz) und 2004 (6. Platz) nicht in Bestform war.
Sein Wettkampfgewicht bei Mr. Olympia 2005 betrug 136 kg bei einer Körpergröße von 1,85 m und dort verbesserte er sich beim Wettkampf in Las Vegas, Nevada auf den vierten Platz. Günter Schlierkamp heiratete am 24. März 2007 seine Freundin Kim Lyons. Er war als Verkörperung von „Duke Nukem“  auf der Games Convention in Leipzig 2008 zu sehen. Seit 2011 ist sein neuer Sponsor die deutsche Firma Multipower. Er arbeitet mit dem Trainer Charles Glass und dem Ernährungsberater Chad Nicholls zusammen.

## Filme
- Seine erste Filmrolle erhielt Günter Schlierkamp in der Komödie Bierfest an der Seite des Ex-Bodybuilders und Schauspielers Ralf Möller.
- Beim Kinofilm Hulk wurde die Figur des Hulk von Industrial Light and Magic vollkommen am Computer generiert. Als Vorbild für den Körperbau diente dabei der Körper von Günter Schlierkamp.
- 2009 spielte er im MMA-Film Never Surrender an der Seite von Hector Echavarria einen Kickboxer.
- Ende 2011 war er in einer kleinen Rolle im Film Jack und Jill zu sehen.